# 磯部 (つくば市)
磯部（いそべ）は、茨城県つくば市の地名。郵便番号は300-4248。

## 地理
つくば市北西部に位置する。桜川が作る沖積地と筑波台地から成り、前者に安森と磯部、後者に荒谷の集落がある。水田の広がる地域である。
東は田中、西は高野原新田、南は明石（あけし）、北は洞下（ほらげ）・池田と接する。

### 小字
| - 一本木 - 大出井（おおいでい） - 絹針 - 龍ノ尾 - 龍ノ宮 | - 土器内（どきない） - 中溝 - 西原 - 原地 - 秀田（ひでた） | - 前田 - 南坂 - 峯田 - 宮地 - 吉原 |

## 歴史
安森坪にある安森遺跡からは、弥生時代の土器や須恵器、土師器が見つかっている。室町時代の文安元年（1444年）には、光栄という人物が書写した『法華玄義口伝抄』に「磯部」、翌・文安2年（1445年）の『法華文句口伝抄』に「磯部郷」の文字が見られる。また、文禄4年7月16日（グレゴリオ暦：1595年8月31日）の『中務大輔当知行目録』に「百九拾四石七斗三升六合 いそへ」とあり、佐竹義久の領地であったことが分かる。
江戸時代には常陸国筑波郡に属し、磯部村（磯辺村とも表記）と称した。初めは佐竹氏領であったが、慶長8年（1603年）から小張藩領　、元和2年（1616年）から天領、寛永2年（1625年）からは旗本・本多氏領と変遷した。村高は寛永2年（1625年）時点で294石余で、年貢米は宗道河岸（現在の下妻市宗道）まで駄送りした。
明治時代の大区小区制下の磯部村は、新治県治下の1872年（明治5年）に第二大区第三小区に、茨城県治下の1875年（明治8年）5月には第十一大区第六小区に組み込まれた。1878年（明治11年）7月に郡区町村編制法が公布されると、磯部村は上菅間村連合村に、1884年（明治17年）には中菅間村連合村に加わった。町村制の施行以降は、所属市町村名を変えながら大字として現在も存続している。
1906年（明治39年）には耕地整理事業認可の申請が茨城県に出され、1907年（明治40年）2月から着工した。これは磯部だけでなく、池田・中菅間・田中まで及び、面積158町、総工費36,125円という菅間村を挙げての大事業で、1912年（明治45年）5月までかかった。これにより、生産力が向上した一方、小作料の増大や村政の運営が不安定になるなどの課題を生んだ。
磯部は田んぼでメダカの生息する、つくば市では数少ない地域であった。しかし、2002年（平成14年）中に水路がコンクリートで固められることになったため、地元の特定非営利活動法人つくば環境フォーラムを中心に、磯部地区の溜め池やつくば市立筑波西中学校に設置されたビオトープでメダカの保護飼育が始まった。

### 沿革
- 1889年（明治22年）4月1日 町村制施行により、筑波郡菅間村大字磯部となる。
- 1957年（昭和32年）7月1日 菅間村が筑波町に編入され、筑波郡筑波町大字磯部となる。
- 1988年（昭和63年）1月31日 筑波町がつくば市に編入され、つくば市大字磯部となる。
- 2002年（平成14年）11月1日 つくば市が稲敷郡茎崎町を編入。同時に公式な住所から「大字」表記がなくなり、つくば市磯部となる。

### 世帯数と人口
2017年（平成29年）8月1日現在の世帯数と人口は以下の通りである。
| 大字 | 世帯数 | 人口  |
| ---- | ------ | ----- |
| 磯部 | 54世帯 | 143人 |

### 人口の変遷
総数 [戸数または世帯数：  、人口：  ]
| 1828年（文政11年） | 15戸 78人     |
| 1840年（天保11年） | 17戸 76人     |
| 1891年（明治24年） | 21戸 175人    |
| 1980年（昭和55年） | 102世帯 480人 |
| 2010年（平成22年） | 50世帯 157人  |
| 2017年（平成29年） | 54世帯 143人  |

## 小・中学校の学区
市立小・中学校に通う場合、学区は以下の通りとなる。
| 番地 | 義務教育学校         |
| ---- | -------------------- |
| 全域 | 秀峰筑波義務教育学校 |

## 交通
鉄道・バス
磯部を通る公共交通はない。
道路
つくば市道が通る。

## 施設
- 医療法人坂入医院付属幸寿苑

## 史跡
- 白銀神社 - 大己貴命を祀る磯部の鎮守。明和5年に、中菅間村名主と所有を争った[3]。創建年不詳、明治年中に再建[13]。春祭（3月15日）と例祭（旧暦11月15日）が行われる[13]。
- 真言宗了善院 - つくば市寺具の宝蔵寺門徒だったが、現在は廃寺[5]。

## 出身著名人
- 男女ノ川登三[14] - 力士、第34代横綱